# 圆四门孔虫
圆四门孔虫（学名：Tetrapyle circularis）为门孔虫科四门孔虫属的动物。分布于中太平洋，包括东海、南海等海域。